# Mateus Lima Cruz
Mateus Lima Cruz (Iturama, 18 gennaio 1993) è un calciatore brasiliano, attaccante del Guangxi Pingguo.

## Biografia
Ha un fratello più grande, Thales, anch'egli calciatore.

## Carriera
Il 30 luglio 2018 viene acquistato a titolo definitivo dalla squadra croata dello Slaven Belupo.